# Josep Lluís Albiñana
Josep Lluís Albiñana Olmos (Valencia, 25 de abril de 1943) es un juez español.
Fue el primer presidente del Consejo de Fuerzas Políticas del País Valenciano (Consell de Forces Polítiques del País Valencià), órgano preautonómico embrión de la futura Generalidad Valenciana, entre 1978 y 1979. Ha sido juez de vigilancia penitenciaria, magistrado de la Audiencia Provincial de Barcelona y en la actualidad se encuentra jubilado.

## Biografía
Ingresó en el PSOE-PV en 1975, siendo nombrado miembro de la Comisión Ejecutiva Federal resultante de su XXVI Congreso. Fue el cabeza de lista del PSOE-PV por Valencia al Congreso de los Diputados en 1977. Durante su etapa como diputado en el Congreso ostento los siguientes cargos:
- Vocal Comisión de Interior (05/10/1979 a 03/03/1982) del 14/02/1980 al 27/02/1980
- Vocal Comisión de Administración Territorial (05/11/1979 a 03/10/1982) del 05/11/1979 al 12/10/1979

En 1978 fue elegido por el Plenario de Parlamentarios del País Valenciano presidente del Consejo del País Valenciano, institución creada el 17 de marzo de 1978 por un real decreto-ley firmado por el Rey de España y el presidente del gobierno español, el que se aprobaba el régimen preautonómico del País Valenciano.
Desde la presidencia del Consejo Preautonómico impulsó una política de compromiso político entre los diferentes partidos con representación parlamentaria.En este sentido el presidente Albinyana adoptó, como programa de actuación, los acuerdos entre la Junta Democrática del País Valenciano y el Consejo democrático del País Valenciano de junio de 1976, a la hora de constituir la Mesa de Fuerzas Políticas y Sindicales para la «ruptura democrática». En abril de 1979 renunció a la presidencia del Consejo Preautonómico ante la falta de apoyo de la dirección del ya PSPV-PSOE, el secretario general del cual era Joan Pastor. 
Volvió a ocupar este cargo brevemente, pero en diciembre de 1979 -cuando los socialistas, dirigidos esta vez ya por Joan Lerma, se retiraron del Consejo en protesta por la paralización del proceso autonómico- lo abandonó definitivamente. Le sucedería en el cargo Enrique Monsonís. Albinyana dimitió el 17 de diciembre de ese año, y también entregaría el carné del PSPV y el acta de diputado del PSOE, el número uno por Valencia.
En 2015 ha vuelto a la política, presentándose a las Elecciones generales de España de 2015 como número 1 al Senado en la provincia de Valencia por la coalición Compromís-Podemos-És el moment.